# Horoatu Crasnei
Horoatu Crasnei (en hongrois Krasznahorvát) est une commune roumaine du județ de Sălaj, dans la région historique de Transylvanie et dans la région de développement du Nord-ouest.

## Géographie
La commune de Horoatu Crasnei est située dans le sud-ouest du județ, dans les Monts Meseș, sur le cours supérieur de la rivière Crasna, à 5 km au sud de Crasna et à 24 km au sud-ouest de Zalău, le chef-lieu du județ.
La municipalité est composée des quatre villages suivants (population en 2002) :
- Horoatu Crasnei (1 016), siège de la commune ;
- Hurez (473) ;
- Stârau (1 023) ;
- Șeredeiu (326).

## Histoire
La première mention écrite de la commune date de 1213 sous le nom de Villa Huruat.
La commune, qui appartenait au royaume de Hongrie, faisait partie de la principauté de Transylvanie et elle en a donc suivi l'histoire.
Après le compromis de 1867 entre Autrichiens et Hongrois de l'empire d'Autriche, la principauté de Transylvanie disparaît et, en 1876, le royaume de Hongrie est partagé en comitats. Horoatu Crasnei intègre le comitat de Szilágy (Szilágymegye).
À la fin de la Première Guerre mondiale, l'Empire austro-hongrois disparaît et la commune rejoint la Grande Roumanie.
En 1940, à la suite du deuxième arbitrage de Vienne, elle est annexée par la Hongrie jusqu'en 1944. Elle réintègre la Roumanie après la Seconde Guerre mondiale.

## Politique
| Période | Période  | Identité    | Étiquette     | Qualité |
| ------- | -------- | ----------- | ------------- | ------- |
| 2012    | En cours | Florian Sur | PPDD puis PSD |         |

## Démographie

### Ethnies
En 1910, à l'époque austro-hongroise, la commune comptait 3 925 Roumains (86,13 %) et 524 Hongrois (11,50 %).
En 1930, on dénombrait 4 289 Roumains (87,51 %), 422 Hongrois (8,61 %), 41 Juifs (0,84 %), 104 Roms (2,12 %) et 42 Slovaques (0,86 %).
En 1956, après la Seconde Guerre mondiale, 4 926 Roumains (91,27 %) côtoyaient 469 Hongrois (8,69 %).
En 2002, la commune comptait 2 287 Roumains (80,58 %), 374 Hongrois (13,18 %) et 177 Roms (6,24 %). On comptait à cette date 1 191 ménages et 1 560 logements.
En 2011, 74,86 % de la population de la commune s'identifient comme Roumains, 13,64 % comme Hongrois, 7,48 % comme Roms, alors que 0,04 % appartient à une autre communauté et que 4,14 % de la population refuse de répondre à la question.

### Religions
En 2011, 61,6 % de la population de la commune s'identifient orthodoxes, 13,03 % comme réformés, 11,03 % comme pentecôtistes, 5,87 % comme greco-catholiques, 1,24 % comme baptistes, 1,77 % comme chrétiens d'après l’évangile, alors que 0,76 % de la population identifient avec une autre religion et que 4,38 % de la population refuse de répondre à la question.

## Économie
L'économie de la commune repose sur l'agriculture (pommes de terre, céréales) et l'élevage.

## Communications

### Routes
Horoatu Crasnei est située sur la route régionale DJ108D qui mène vers Crasna au nord et vers le județ de Cluj au sud.

## Lieux et monuments
- Horoatu Crasnei, église réformée du XVe siècle, réaménagée au XVIIIe siècle.